# Gare de Louroux-de-Bouble
Gare de Louroux-de-Bouble – stacja kolejowa w Louroux-de-Bouble, w departamencie Allier, w regionie Owernia-Rodan-Alpy, we Francji. Jest zarządzany przez SNCF (budynek dworca) i przez RFF (infrastruktura).
Stacja jest obsługiwany przez pociągi TER Auvergne.

## Położenie
Znajduje się na linii Commentry – Gannat, w km 367,027, pomiędzy stacjami Lapeyrouse i Bellenaves, na wysokości 500 m n.p.m.

## Linie kolejowe
- Commentry – Gannat